# یواس‌اس دایکری (اس‌پی-۱۲۸۵)
یواس‌اس دایکری (اس‌پی-۱۲۸۵) (به انگلیسی: USS Daiquiri (SP-1285)) یک کشتی بود که طول آن 62' 4" بود. این کشتی در سال ۱۹۱۷ ساخته شد.